# Thermomechanisches Verfahren
Thermomechanische Verfahren (auch thermomechanische Behandlung bzw. TMB genannt) sind Verfahren, bei denen bestimmte Gebrauchseigenschaften eines Werkstoffs (in der Regel Festigkeit und Zähigkeit) durch die Kombination thermischer Einwirkung und plastischer Verformung verbessert werden. Es gibt verschiedene Verfahren, die eine thermische Behandlung und dann eine Umformung enthalten, wobei bei Umformungen bei hoher und bei niedriger Temperatur unterschieden wird. Ebenso gibt es Verfahren, bei denen bei einer bestimmten Temperatur zunächst umgeformt wird, gefolgt von einer weiteren thermischen Behandlung.
In thermomechanisch behandelten Stählen werden oft Mikrolegierungselemente zugegeben. Diese sollen während der Warmumformung als Karbide und Nitride ausscheiden, um die Rekristallisation zu hemmen. Dies führt mittels einer Kornfeinung zu besseren mechanischen Eigenschaften. Die Neigung von Titan, hochtemperaturstabile Nitride zu bilden, wird zusätzlich ausgenutzt, um Kornwachstum bei der Austenitisierungsglühung zu verhindern.
Schließlich tragen auch noch die später beim Abkühlen gebildeten Ausscheidungen zu einer Teilchenhärtung bei.